# Покровка (Червоногвардійський район)
Покро́вка (рос. Покровка) — село у складі Червоногвардійського району Оренбурзької області, Росія.

## Населення
Населення — 6 осіб (2010; 41 у 2002).
Національний склад (станом на 2002 рік):
- росіяни — 85 %